# Lac Babine
Pour les articles homonymes, voir Babine.
Le Lac Babine (en anglais Babine Lake, nom traditionnel amérindien Nado Bun) est le plus grand lac naturel de la province de Colombie-Britannique au Canada. Il tire son nom français, repris par l'anglais, des ornements labiaux des femmes amérindiennes de la région à l'époque de sa découverte. 
Le lac Babine a une superficie de 495 km2. Il a une forme particulièrement allongée, il mesure en effet 177 km de long pour une largeur qui varie entre 2 et 10 km selon les endroits.
Le lac a pour exutoire la rivière Babine (Babine River), un affluent du fleuve Skeena (Skeena River). 